# Transformada directa del cosinus modificat
La transformada discreta del cosinus modificat (MDCT de l'anglès Modified discrete cosine transform) és una relació de transformació de Fourier, basada en la transformada del cosinus discret de tipus 4(DCT-IV) amb la propietat d'encavalcar-se. Sol dissenyar-se per ser utilitzada per la implementació de blocs consecutius d'una seqüència d'informació més gran, on s'encavalquen els blocs subseqüents de manera que l'última mitat d'un bloc coincideixi amb la primera mitat del bloc següent. Aquesta superposició, a més de les qualitats de compactació d'energia per part del DCT, fa que la MDCT sigui especialment atractiva per als usos de la compressió del senyal, ja que ajuda a evitar els possibles errors o distorsions que provenen dels límits de cada bloc. És per això que la MDCT s'utilitza en MP3, AC-3, Ogg Vorbis i AAC per la compressió d'àudio.
Existeix també una forma anàloga a la MDCT, és l'anomenada MDST, basada en la transformada del sinus discret.

## Definició
És una funció lineal F : R2N → RN (on R determina el sistema de nombres reals). Els 2N nombres reals x0, ..., x2N-1 són transformats en els N nombres reals X0, ..., XN-1 tal com es mostra la fórmula:
{\displaystyle X_{k}=\sum _{n=0}^{2N-1}x_{n}\cos \left[{\frac {\pi }{N}}\left(n+{\frac {1}{2}}+{\frac {N}{2}}\right)\left(k+{\frac {1}{2}}\right)\right]}

## Transformada inversa
La transformada inversa és coneguda com a IMDCT. S'aconsegueix la inversa perfecte aplicant la IMDCT als blocs superposats subseqüents.
{\displaystyle y_{n}={\frac {1}{N}}\sum _{k=0}^{N-1}X_{k}\cos \left[{\frac {\pi }{N}}\left(n+{\frac {1}{2}}+{\frac {N}{2}}\right)\left(k+{\frac {1}{2}}\right)\right]}

## Usos
- MP3: aplica la MDCT al senyal d'entrada. Primer passa el senyal per un banc de filtres que el divideix en 32 bandes(PQF). Més tard passarà el senyal per un filtre antialiasing per eliminar el soroll produït pel PQF.

- AAC: utilitza una MDCT pura. Només en la variant MPEG-4 AAC-SSR (Sony) utilitza un banc de 4 bandes PQF seguit de la MDCT.

- ATRAC: utilitza el banc QMF seguit de una MDCT.